# Blacus cognatus
Blacus cognatus är en stekelart som beskrevs av Van Achterberg 1976. Blacus cognatus ingår i släktet Blacus, och familjen bracksteklar. Inga underarter finns listade.